# Tereza Szewieczková
Tereza Szewieczková (* 4. května 1998 Havířov) je česká fotbalistka, která hraje na pozici záložníka.

## Kariéra

### Klubová kariéra
S fotbalem začínala v Havířově, dále prošla mládežnickými kategoriemi v Prostějově a pražské Spartě. Ve Spartě si poprvé zahrála i českou ligu. V roce 2014 byla vyhlášena talentem roku českého ženského fotbalu. V roce 2016 přestoupila do klubu SK Slavia Praha, se kterým získala v sezóně 2016/17 ligový titul.

### Reprezentace
V letech 2013–2015 nastupovala v českých mládežnických reprezentacích, ve kterých nastoupila do celkem 25 zápasů, v nichž vstřelila 12 gólů. V dospělé ženské reprezentaci debutovala v roce 2017 v přátelském utkání proti USA, které český tým vyhrál 5:2. V dospělé reprezentaci odehrála zatím 21 utkání, ve kterých dala 6 gólů.